# Колеген (казахский род)

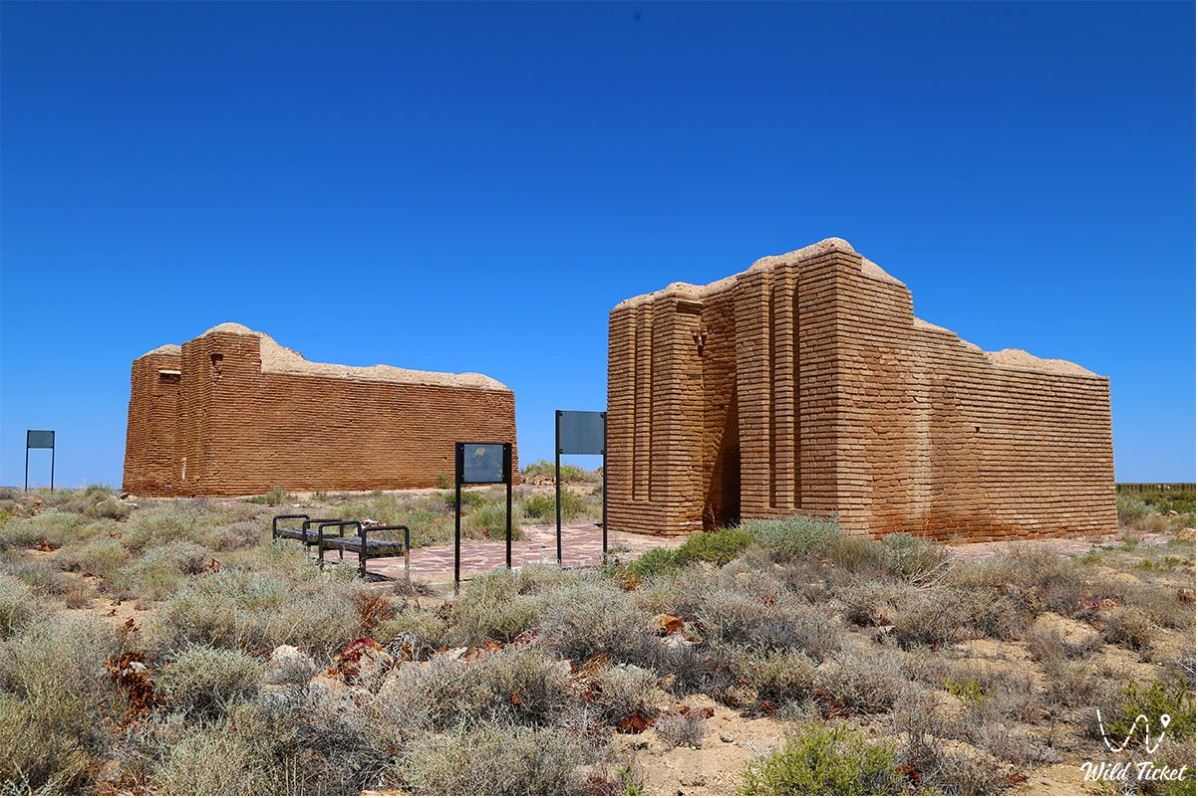
Мавзолей Кулан Ана, (по древним преданиям является второй женой Чингиз Хана)

Колеген (каз. Көлеген) — казахский род, по казахскому шежире (родословной) не входит в состав трёх казахских жузов. Род Колеген имеет свою давнюю историю, которая начинается с начала XIII века и передается из уст в уста, из поколения в поколение своим потомкам. По историческим источникам, первые прибывшие предки рода Колеген начали селиться вдоль реки Сыр, которая находится в Туркестанской области Республики Казахстан. Они прекрасные ремесленники, особенно хорошо работали по металлу. Большинство сформированного рода Колеген и по сей день проживают в этих местах.

## Происхождение
Основная статья:
Происхождение рода Колеген.
Колеген родился от второй жены Чингисхана, которую звали Кулян (Кулан). По преданию и рассказам предков, Колеген считается пятым сыном Чингисхана от которого происходит род Колеген, по требованию и обстоятельствам того времени, данный факт скрывался т.к. Колеген относился к ханскому роду. Также в имеющихся научно-исторических записях о происхождении и истории данного рода, полные достоверные источники не до конца изучены и изложены. Хотя в старинном Шежере указано, что Колеген является потомком Чингисхана .
В 1991 году в Тегеране был обнаружен оригинал рукописей Рашида ад-Дина «Жамиг ат-тауарих» на персидском языке, написанный в период между 1300 и 1316 годами, в которой упоминается о пятом сыне Чингисхана.
Историк, переводчик и писатель Оразбай Зәріпбайұлы провел работу по дословному переводу с персидского на казахский язык хранящиеся почти 700 лет исторические рукописи Рашида ад-Дина. В 2018г. на международной тюркской академии, он представил свою книгу «Жамиг ат-тауарих» изданную в 5 томах. В 1-м томе, на 286-й странице этой книги, коротко изложена история происхождения рода Колеген и его потомков.

Кулян (Кулан) ана - вторая жена Чингисхана.
Кулян-хатун (Кулан-хатун) – была дочерью Тайр-Усуна, предводителя племени Ухар-Меркит, который подчинился Чингизу по его приказанию. Эту дочь привели и отдали Чингисхану в качестве дара после военного поражения племени. От нее последний имел одного сына, по имени Колеген (Колукен, Кулукен, Кульхан, Кюльхан). Этому сыну Чингисхана установил степень [мартабэ], которая была у четырех сыновей от старшей жены Бортэ (Джучи, Чагатай, Угэдэй и Толуй).
Мавзолей Кулян (Кулан) ана расположен в Улытауском районе Республики Казахстан, примерно 60 км от трассы по дороге из города Жезказган в Кызылорду.  В память о Кулян ана, её потомки рода Колеген в мавзолее на надгробном камне выгравировали текст: "Кулян (Кулан) из рода Меркит, дочь Тайыр-Үсуна и вторая жена Чингисхана (годы жизни с 1185г. по 1225г.) . Там же указали тамгу (родовой знак) рода Колеген в виде «найза (копья)», флаг «тоғыз шашақты (с девятью бахромой)» и уран (родовой клич) «Улытау». На этом же месте имеется табличка, что надгробный памятник установлен с разрешения государства.
О Колегене, его сыновьях и его потомках:
У Колегена было четыре сына, старшего сына звали Кужа (Ходжа) в других источниках Куча. Когда его отец скончался, ему отдали шесть тысяч человек и пожаловали место отца. У Ходжи был сын Урудай (Орудай), который также ведал местом и войском отца и был при особе Хубилай-хана. Он имел сына, по имени Ибуган (Эбугэн), последний ведал местом и войском отца.  Однако, когда уруг Такучар-нойона, Ная и другие царевичи изменили Хубилай-хану и задумали стакнуться с Кайду, а Хубилай-хану стало известно, он казнил его вместе с другими.. То есть в рукописях Рашида ад-Дина, начиная с главного предка рода Колеген, написано четыре предка; Ходжа - сын Колегена, Орудай - сын Ходжи, Ибуган - сын Орудая.
Г-н Жомарт Женис, специалист по персидскому языку, исследователь в области истории и этнологии Института истории и этнологии им. Ш.Уалиханова, дословно перевел, сравнил и резюмировал написанную книгу Рашид ад-Дина, изданную в 2018 году и книгу «Колегендер» с привезенной им с Ирана четырёх томной книгой Рашид ад-Дина написанной на персидском языке.
Исследовательское учреждение Археологического института им. А. Маргулана Комитета науки при Министерстве образования и науки Республики Казахстан ознакомившись с собранными источниками о роде Колеген отметило, что оно соответствует действительности. Найденные исторические данные, точно указывают и определяют происхождение такого рода, который не встречается в других казахских родах и племенах, а также дало совет по ремонту купола мавзолея Кулян ана (Кулан).
Сегодняшние потомки данного рода, находят немало исторических записей (сведений) о Колегене не только в Казахстане, но и в других зарубежных источниках. По найденным источники необходимо провести тщательный анализ, т.к. каждый этнос, где находятся исторические записи в зависимости от стиля речи и особенностей букв, немного изменяет и искажает имя Колегена пятого сына Чингисхана. Например, пишут Колукен, Кулыкан, Кулген, Кулкен, Кулхан, Кюльхан, Калеген и другие.
В книге, написанной Разби ханом и оставленной узбекскому народу «Насабнома 92-рулары (родов)» отмечено, что в XVI веке до разделения народов на государства и казахов на три жуза, прибывшие в Среднюю Азию русские путешественники писали о племенах и родах, проживающих на этих территориях. Ими было указано, что род Колеген занимает большое место в истории, т.к. из общего списка перечисленных и имеющихся 92-х родов, род Колеген отмечен на 20-м месте.
Жизнеописание Колегена.
Имеются исторические данные о жизни сына Чингисхана, Колегене, но год его рождения разные источники указывают разные года. Согласно основным историческим записям, в 1203 году Чингисхан покорил племя Меркит и в тот же год берет в жены Кулян, получается год рождения Көлегена ориентировочно 1205 год.
Также жизнеописание о Колегене можно найти на страницах 291-296 во 2-м томе 4-томной книге В. Яна, опубликованной в 1989 году, и в книге Рашида ад-Дина. В ней пишется, что Чингисхан очень любил свою жену Кулян (Кулан) и сына Колегена, и на церемонии объявления его ханом, Кулян получила титул хатун. Как и другие жёны Чингисхана, Кулян-хатун имела собственную ставку, или орду. Ставка Хулан включала в себя Хэнтэйские горы. Он не оставлял их одних, и Кулян была единственной из жён Чингисхана, сопровождавшей его в большинстве походов, в частности, в среднеазиатской кампании. В одном из таких походов, когда Чингисхан завоевал половина территории Индии, его жена Кулян и сын Колеген сильно заболели. Им не смогли помочь приглашенные Чингисханом самые лучшие целители. Тогда Кулан убеждает Чингисхана, что без воды и воздуха родной земли им ничего не поможет, после чего Чингисхан принимает решение о возвращении со всем своим войском на родину. Колеген вырос мужественным и смелым, как его отец Чингисхан. Имел уникальное богатырское телосложение, высокий, грациозный и подтянутый. Хорошо владел боевыми приемами, метко стрелял из лука из-за чего, его назвали «Колеген мерген (снайпер)». Так как Колеген имел одинаковый статус со своими четырьмя братьями Джучи, Чагатай, Угедей, и Толе рождённые от первой жены Борте, Чингисхан своему пятому сыну Колегену выделил четыре тысяча войска, в числе которых Рашид ад-Дин упоминал видного полководца Чингисхана Хубилая, а после смерти отца, Колеген довел численность своего войска до десяти тысяч. В 1237 году потомки Чингисхана ханы и князья, собрав войска отправились завоевывать Европейские и русские земли. На войну со своим десятью тысячным войском отправился и Колеген. Захватив 14 городов, которые входили в одно образованное русское княжество, он подходит к городу Коломна (Колумын) защищенный большой крепостью. В январе 1238 года в битве при осаде (завоевании) города Коломна (Колумны) находящийся в 130 километрах от Москвы, Колеген погиб, получив смертельное ранение от стрелы, выпущенной из лука. (Кроме художественной книги В. Яна, на страницах истории встречается множество информации и сведений о Колегене).
Завоеванные земли Чингисхан поделил между четырьмя детьми рождённые от его первой жены Борте, пятый сын Колеген получил земли, расположенные на Юго-Западе. После смерти Колегена большая часть его земель с 1238 года находилась под властью Чагатая, второго сына Чингисхана. Остальные земли на Юго-Западной стороне принадлежали Хулагу, первенцу Толе, четвёртого сына Чингисхана. (Имеются подтверждающие исторические рукописи).
На правом берегу Сырдарьи недалеко от сюткентской переправы находится святое место Колеген-Аулие.
Кенжебай баба.
На территории Такырколь относящаяся Арысскому районе Туркестанской области, расположен мавзолей Кенжебай баба – одного из потомков Колегена. Говорят, что Кенжебай баба был известным человеком и прозвали его святым (әулие). Кенжебай, как и его предки, был отважным героем, полководцем, командовал армией, защищал свою страну и получил большую известность. Рядом с мавзолеем Аулие Кенжебай баба похоронены и другие потомки Колегенов. Об этом свидетельствуют надписи на надгробиях, выгравированные арабскими буквами «Колеген». В мавзолее Кенжебай баба на камне было высечено изображение флага и на этом флаге показано копье с девятью бахромами, символизирующее потомка Чингисхана. Это изображение в 1965 году сфотографировал известный историк Хамза Көктәнді (Хамза Коктанди) и напечатал в книге «Алтын Төркін» в ней он дает определение, что род Колеген относится к династии Чингисхана.
В настоящее время мавзолей Кенжебай баба признан священной землей (әулиелі жер), занимает десять гектаров земли и окружен железной решеткой, на входе имеется надпись: «Городище Такырколь-2 Республики Казахстан находится под защитой государства». Каждый год на этом месте, потомки рода Колеген согласованно (запланировано) собираются, чтобы поклониться своим предкам чтением Корана, эта традиция продолжается и сегодня среди потомков.
Айкынбай ата.
В Улытауском районе вдоль трассы Жезказган и Кызылорда, примерно в 55 километрах, не доходя до мавзолея Кулян ана 3-4 километра, жил один из потомков Колеген, Айкынбай ата. По словам археолога, историка-этнографа, краеведа по Улытаускому району, Айдара Шарханулы было отмечено, что старшее поколение (старейшины) того времени в устной форме оставили источники о Айкынбай батыре, он был полководцем, руководил народом и защищал свою страну. На повороте к мавзолею Кулян ана установлена табличка «Ауыл Айкынбая». То есть это также свидетельствует о том, что род Колеген ранее жил на территории Улытау и она является его исконной землей. Сегодня на этих местах остались только бугры, напоминающие, что здесь были дома и жили люди, сегодня здесь никто не живёт. По мнению ученых, ауыл с людьми покинул эти места в XVII-XVIII веке. Но неизвестно куда они переехали. В настоящее время на территории Такырколь в Туркестанской области обнаружено захоронение Айкынбай Ата, рядом с мавзолеем Кенжебай бабы. На надгробии выгравирована надпись: «Колеген Айкынбай».
Отейулы Байманбет.
В мавзолее Ходжи Ахмеда Ясави, который находится в городе Туркестан написаны имена казахских ханов, батыров и знатных людей. В этом списке указан и Отейулы Байманбет из рода Колеген. Байманбет был батыром, как и его отцы, командовал армией и защищал свою страну.

## Расселение
Представители рода Колеген, преимущественно проживают на территориях Туркестанской и Кызылординской области Республики Казахстан (в поселках Карнак, Жанакорган, Арыс, Шымкент и Сауран).
Также Колегены в не большом количестве, проживают в Узбекистане, Иране, Монголии, Китае и России.

## ДНК
Большинство, а именно 60% казахских Колеген имеют гаплогруппу C2 , которая имеет схожесть с гаплогруппой рода Торе потомков Чингисхана.

## Состав подрода, тамга, уран и численность
| Не входит в состав трёх казахских жузов | Не входит в состав трёх казахских жузов | Не входит в состав трёх казахских жузов | Не входит в состав трёх казахских жузов | Не входит в состав трёх казахских жузов |
| Род                                     | Подрод                                  | Тамга (родовой знак)                    | Уран (родовой клич)                     | Численность рода                        |
| --------------------------------------- | --------------------------------------- | --------------------------------------- | --------------------------------------- | --------------------------------------- |
| Колеген                                 | Кенжебай                                | ↑ Найза.                                | Улытау                                  | ≈ 5000 человек.                         |

## Известные представители
1. Тайыр Усіна - глава рода Ухаз Меркитов и отец Кулян-хатын (Кулан-хатун).
2. Кулян-хатын (Кулан-хатун), Кулян ана – вторая жена Чингисхана и мать Колегена.
3. Колеген - сын Чингисхана и Кулян ана.
4. Кенжебай баба - потомок Колегена.
5. Айкынбай ата - потомок Колегена.
6. Отейулы Байманбет - потомок Колегена.